# Gentianella biebersteinii
Gentianella biebersteinii là một loài thực vật có hoa trong họ Long đởm. Loài này được (Bunge) Holub mô tả khoa học đầu tiên năm 1967.